# 침묵하는 다수
침묵하는 다수(沈默- 多數, 영어: silent majority)는 어떤 국가 또는 집단에서 자신의 의견을 공개적으로 표현하지 않는 불특정 절대다수를 말한다. 이 용어는 리처드 닉슨이 1969년 11월 3일에 베트남 전쟁에 대한 반전(反戰) 시위에 참여하지 않는 사람들을 가리켜 “그리고 저는 오늘 밤, 여러분들의, 침묵하고 있는 나의 동포 다수의 지지를 호소합니다.” 라고 말하여 유명해졌다(다만 닉슨이 이걸 처음 쓴 건 아니다).

## 같이 보기
- 샤이 토리 팩터(샤이 트럼프)
- 시끄러운 소수( - 少數, vocal minority)